# Showbiz (álbum)
Showbiz ("Farándula" en español) es el primer álbum de estudio de la banda inglesa de rock, Muse. Fue lanzado en el Reino Unido bajo la productora Taste Media el 7 de septiembre de 1999 en Francia, el 28 de septiembre en los Estados Unidos y el 4 de octubre en el resto del mundo.
Es considerado el disco más «crudo» de la banda al poseer un sonido simple, sin tantos arreglos o experimentaciones que caracterizan a los discos siguientes. Las canciones «Uno», «Cave», «Muscle Museum», «Sunburn» y «Unintended» fueron lanzadas, en ese orden, como sencillos, grabándose para todas un vídeo musical, excepto para «Cave». Hasta el año 2018, Showbiz ha vendido más de 1.2 millones de copias en todo el mundo.

## Grabación
La mayoría de las canciones fueron escritas entre 1996 y 1997, en el sótano de la casa de la abuela de Matt. Matt escribió unas 50 canciones, y la banda eligió las que creyeron más adecuadas para su primer álbum. El álbum fue grabado entre 1998 y 1999 y producido por John Leckie, quien mostró interés tras ver a Muse actuar en directo en 1998.
El álbum tiene un sonido más convencional comparado con sus trabajos posteriores, pero aun así mostraba algunas señales de lo que serían más adelante, como los pianos agresivos, los pasajes espaciales, la influencia clásica, y un estilo de canto basado en falsete nada común en el rock de los 90.
Al ser compuestas durante la adolescencia, muchas canciones tratan sobre relaciones interpersonales y desamor («Uno», «Unintended»), pero también hay referencias a cómo se sentían atrapados en su pueblo porque, según ellos, solo había drogas, se sentían aburridos y nadie les tomaba en serio («Falling Down», «Showbiz», «Muscle Museum»). A modo de respuesta, el periódico local de Teignmouth lanzó un artículo con una fotografía en portada del alcalde tirando el álbum a la basura.
El arte de la portada fue diseñado por Tanya Andrew, en ese momento estudiante de Arte y novia de Matt.

## Lista de canciones
Todas las canciones escritas y compuestas por Matthew Bellamy.
| N.º | Título                      | Duración |  |
| 1.  | «Sunburn»                   | 3:54     |  |
| 2.  | «Muscle Museum»             | 4:22     |  |
| 3.  | «Fillip»                    | 4:01     |  |
| 4.  | «Falling Down»              | 4:33     |  |
| 5.  | «Cave»                      | 4:45     |  |
| 6.  | «Showbiz»                   | 5:17     |  |
| 7.  | «Unintended»                | 3:57     |  |
| 8.  | «Uno»                       | 3:39     |  |
| 9.  | «Sober»                     | 4:02     |  |
| 10. | «Escape»                    | 3:31     |  |
| 11. | «Overdue»                   | 2:26     |  |
| 12. | «Hate This & I’ll Love You» | 5:09     |  |

| Pista adicional en la edición japonesa |                             |          |  |
| N.º                                    | Título                      | Duración |  |
| 1.                                     | «Sunburn»                   | 3:54     |  |
| 2.                                     | «Muscle Museum»             | 4:22     |  |
| 3.                                     | «Fillip»                    | 4:01     |  |
| 4.                                     | «Falling Down»              | 4:33     |  |
| 5.                                     | «Cave»                      | 4:45     |  |
| 6.                                     | «Showbiz»                   | 5:17     |  |
| 7.                                     | «Unintended»                | 3:57     |  |
| 8.                                     | «Uno»                       | 3:39     |  |
| 9.                                     | «Sober»                     | 4:02     |  |
| 10.                                    | «Spiral Static»             | 4:44     |  |
| 11.                                    | «Escape»                    | 3:31     |  |
| 12.                                    | «Overdue»                   | 2:26     |  |
| 13.                                    | «Hate This & I’ll Love You» | 5:09     |  |

## Personal
- Matthew Bellamy: voz; guitarras; piano; órgano en «Falling Down», «Unintended» y «Escape»; mellotron en «Muscle Museum» y «Unintended», piano eléctrico en «Fillip» y «Hate This & I'll Love You»; sintetizadores en «Cave», guitarra sintetizador en «Sober»; armonio en «Escape».
- Christopher Wolstenholme: bajo; coro; contrabajo eléctrico en «Falling Down» y «Sunburn».
- Dominic Howard: batería; percusión; sintetizador en «Muscle Museum».